# Maria Anna di Borbone-Condé (1678-1718)
Maria Anna di Borbone (Parigi, 24 febbraio 1678 – Parigi, 11 aprile 1718) fu la figlia di Enrico III Giulio, principe di Condé, e della moglie Anna Enrichetta, nata principessa palatina.
In quanto membro della Casa regnante di Borbone, essa era una Principessa del Sangue. Fu Duchessa di Vendôme per matrimonio e Duchessa d'Étampes suo jure.

## Biografia
Nata a Parigi nel 1678, era la nona figlia del Duca di Borbone, il maggiore tra i figli sopravvissuti del Gran Condé, il famoso generale e Primo Principe del Sangue. Maria Anna, conosciuta in gioventù come Mademoiselle de Montmorency (appellativo che le derivava da uno dei titoli nobiliari del nonno), fu una delle ultime, tra i suoi fratelli e sorelle, a sposarsi. Fu cognata di due figli legittimati del Re Sole e Madame de Montespan: Luisa Francesca, che sposò Luigi III di Borbone-Condé, e Luigi Augusto, duca del Maine, marito di Anna Luisa Benedetta di Borbone-Condé.
Furono suoi fratelli e sorelle:
- Maria Teresa (1º febbraio 1666 – 22 febbraio 1732), sposò Francesco Luigi, principe di Conti, ed ebbe discendenza;
- Enrico, duca di Borbone (5 novembre 1667 – 5 luglio 1670);
- Luigi, duca d'Enghien, futuro Principe di Condé (10 novembre 1668 – 4 marzo 1710), sposò Luisa Francesca di Borbone-Francia, da cui ebbe discendenza;
- Anna (11 novembre 1670 – 27 maggio 1675);
- Enrico (1672-1675);
- Luigi Enrico (9 novembre 1673 – 1675);
- Anna Maria Vittoria (11 agosto 1675 – 23 ottobre 1700);
- Anna Luisa Benedetta (8 novembre 1676 – 23 gennaio 1753);
- figlia femmina (1679-1680).

Nel 1697 nacque una nipote di Maria Anna, che ricevette lo stesso nome della zia.
Maria Anna venne fidanzata con un lontano cugino, il vecchio Luigi Giuseppe di Borbone, duca di Vendôme, bisnipote di Enrico IV di Francia e della sua amante, Gabrielle d'Estrées, che, rimasto orfano all'età di quindici anni, ricevette in eredità una vasta fortuna dalla bisnonna, la Duchessa di Mercoeur e Penthièvre.
La cerimonia nuziale ebbe luogo il 21 maggio 1710 nella cappella del castello di Sceaux, residenza di Anna Luisa Benedetta, sorella maggiore di Maria Anna. La sposa aveva trentadue anni, mentre lo sposo, che ne aveva cinquantasei, era un famoso generale, Maresciallo di Francia.
Il matrimonio di Maria Anna rimase sterile, probabilmente a causa dell'omosessualità del Duca di Vendôme, che morì nel 1712, solo due anni dopo le nozze. Il marito lasciò a Maria Anna il titolo di Duchessa d'Étampes e le relative terre. Maria Anna, rimasta vedova, nel 1714, iniziò l'ampliamento dell'Hôtel de Vendôme a Parigi, opera del famoso architetto Jean-Baptiste Alexandre Le Blond, il quale aveva inoltre lavorato alla progettazione del castello di Saint-Cloud.
La Duchessa Vedova di Vendôme morì a Parigi nel 1718, all'età di quarant'anni, e venne seppellita nel convento carmelitano del Faubourg Saint-Jacques. Il titolo di Duchessa d'Étampes venne ereditato dalla nipote, Luisa Elisabetta, principessa di Conti.

## Titoli nobiliari
- 24 febbraio 1678 – 21 maggio 1710: Sua Altezza Serenissima Mademoiselle de Montmorency[2]
- 21 maggio 1710 – 11 giugno 1712: Sua Altezza Serenissima la Duchessa di Vendôme
- 11 giugno 1712 – 11 aprile 1718: Sua Altezza Serenissima la Duchessa Madre di Vendôme

## Antenati
|                                    |                              |                                    | Genitori                         |  |  | Nonni |  |  | Bisnonni                   |  |  | Trisnonni                 |  |
|                                    |                              |                                    |                                  |  |  |       |  |  | Enrico II di Borbone-Condé |  |  | Enrico I di Borbone-Condé |  |
|                                    |                              |                                    |                                  |  |  |       |  |  | Enrico II di Borbone-Condé |  |  | Enrico I di Borbone-Condé |  |
|                                    |                              | Charlotte de la Trémouille         |                                  |  |  |       |  |  | Enrico II di Borbone-Condé |  |  |                           |  |
| Luigi II di Borbone-Condé          |                              |                                    |                                  |  |  |       |  |  | Enrico II di Borbone-Condé |  |  |                           |  |
|                                    |                              | Carlotta Margherita di Montmorency | Enrico I di Montmorency          |  |  |       |  |  |                            |  |  |                           |  |
|                                    |                              | Carlotta Margherita di Montmorency | Enrico I di Montmorency          |  |  |       |  |  |                            |  |  |                           |  |
|                                    |                              | Carlotta Margherita di Montmorency | Louise de Budos                  |  |  |       |  |  |                            |  |  |                           |  |
| Enrico III Giulio di Borbone-Condé |                              | Carlotta Margherita di Montmorency |                                  |  |  |       |  |  |                            |  |  |                           |  |
|                                    |                              | Urbain de Maillé                   | Charles de Maillé                |  |  |       |  |  |                            |  |  |                           |  |
|                                    |                              | Urbain de Maillé                   | Charles de Maillé                |  |  |       |  |  |                            |  |  |                           |  |
|                                    |                              | Urbain de Maillé                   | Jacqueline de Thévalle           |  |  |       |  |  |                            |  |  |                           |  |
| Claire Clémence de Maillé          |                              | Urbain de Maillé                   |                                  |  |  |       |  |  |                            |  |  |                           |  |
|                                    |                              | Nicole du Plessis de Richelieu     | François du Plessis de Richelieu |  |  |       |  |  |                            |  |  |                           |  |
|                                    |                              | Nicole du Plessis de Richelieu     | François du Plessis de Richelieu |  |  |       |  |  |                            |  |  |                           |  |
|                                    |                              | Nicole du Plessis de Richelieu     | Suzanne de La Porte              |  |  |       |  |  |                            |  |  |                           |  |
| Maria Anna di Borbone-Condé        |                              | Nicole du Plessis de Richelieu     |                                  |  |  |       |  |  |                            |  |  |                           |  |
|                                    | Federico V Elettore Palatino | Federico IV Elettore Palatino      |                                  |  |  |       |  |  |                            |  |  |                           |  |
|                                    | Federico V Elettore Palatino | Federico IV Elettore Palatino      |                                  |  |  |       |  |  |                            |  |  |                           |  |
|                                    | Federico V Elettore Palatino | Luisa Giuliana d'Orange-Nassau     |                                  |  |  |       |  |  |                            |  |  |                           |  |
| Edoardo del Palatinato-Simmern     | Federico V Elettore Palatino |                                    |                                  |  |  |       |  |  |                            |  |  |                           |  |
|                                    |                              | Elisabetta Stuart                  | Giacomo I d'Inghilterra          |  |  |       |  |  |                            |  |  |                           |  |
|                                    |                              | Elisabetta Stuart                  | Giacomo I d'Inghilterra          |  |  |       |  |  |                            |  |  |                           |  |
|                                    |                              | Elisabetta Stuart                  | Anna di Danimarca                |  |  |       |  |  |                            |  |  |                           |  |
| Anna Enrichetta del Palatinato     |                              | Elisabetta Stuart                  |                                  |  |  |       |  |  |                            |  |  |                           |  |
|                                    |                              | Carlo I di Gonzaga                 | Ludovico Gonzaga                 |  |  |       |  |  |                            |  |  |                           |  |
|                                    |                              | Carlo I di Gonzaga                 | Ludovico Gonzaga                 |  |  |       |  |  |                            |  |  |                           |  |
|                                    |                              | Carlo I di Gonzaga                 | Enrichetta di Nevers             |  |  |       |  |  |                            |  |  |                           |  |
| Anna Maria di Gonzaga              |                              | Carlo I di Gonzaga                 |                                  |  |  |       |  |  |                            |  |  |                           |  |
|                                    |                              | Caterina di Lorena                 | Carlo di Guisa                   |  |  |       |  |  |                            |  |  |                           |  |
|                                    |                              | Caterina di Lorena                 | Carlo di Guisa                   |  |  |       |  |  |                            |  |  |                           |  |
|                                    |                              | Caterina di Lorena                 | Enrichetta di Savoia             |  |  |       |  |  |                            |  |  |                           |  |
|                                    |                              | Caterina di Lorena                 |                                  |  |  |       |  |  |                            |  |  |                           |  |